# شران
شران بلدة سوريّة ومركز ناحية شران، تتوضع البلدة شمال غرب مدينة حلب قرب الحدود التركية، تتبع إداريّاً لمحافظة حلب منطقة عفرين ناحية شران، بلغ تعداد سكانها 2,596 نسمة حسب التعداد السكاني لعام 2004.